# Hanbelijski mezheb
Hanbelijski mezheb je jedna od četiri pravne škole (mezheba) u sunitskom islamu. Njenim osnivačem bio je Ahmed ibn Hanbel, jedan od učenika Imama Šafija, pa je zbog toga škola vrlo slična sa šafijskim mezhebom. Hanbelijska se škola smatra najkonzervativnijom od sve četiri sunitske škole, a prevladava uglavnom na Arapskom poluotoku što uključuje Saudijsku Arabiju, Katar, Ujedinjene Arapske Emirate, Bahrein, te dijelove Omana.

## Poveznice
- Mezheb
- Suniti
- Vehabizam
- Islam